# نوباء فربيونية
نوباء فربيونية (الاسم العلمي:Alternaria euphorbiae) هي نوع من الفطريات تتبع جنس النوباء من الفصيلة البوغيانية.